# August Prinzinger der Jüngere
August Prinzinger d. J. (* 26. März 1851 in Salzburg; †  6. Dezember 1918 in  Salzburg) war Jurist und Landeshauptmann-Stellvertreter von Salzburg. Er erwarb sich Verdienste in den Bereichen Heimat- und Volkskunde sowie Naturschutz.

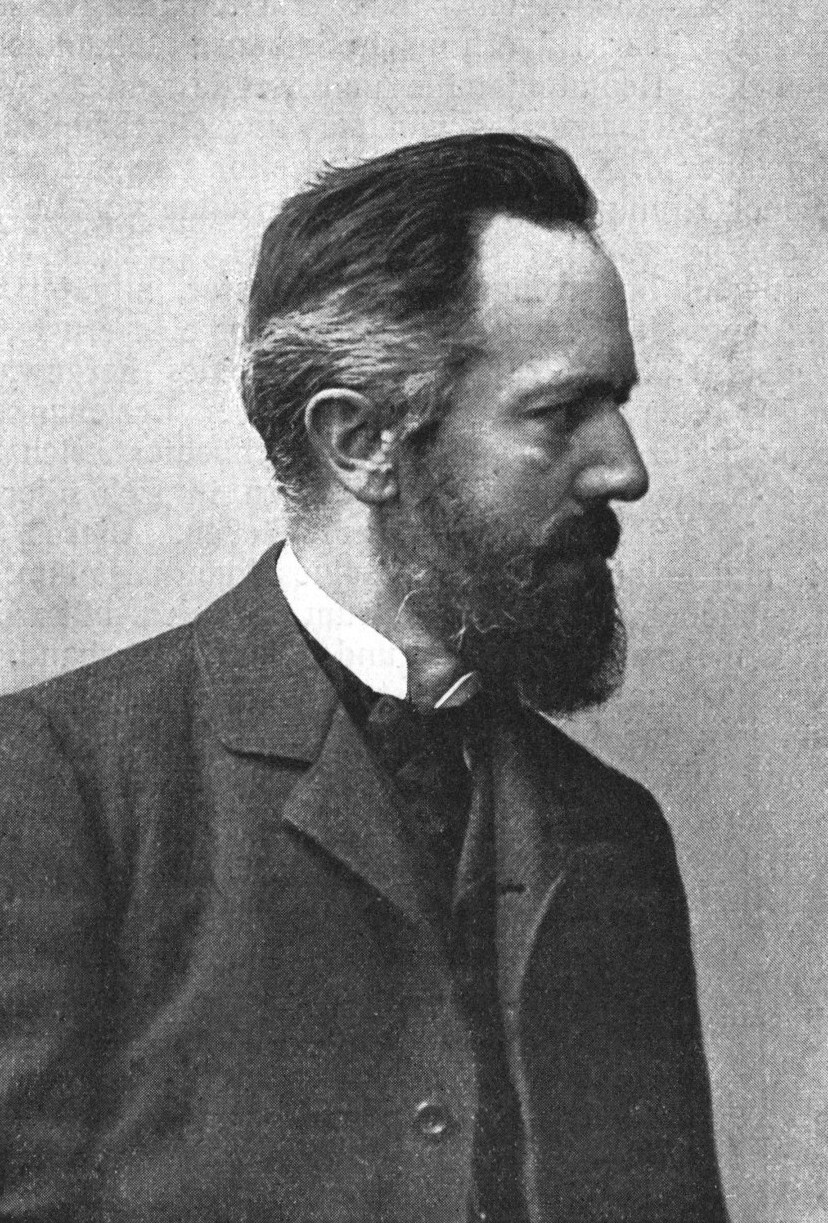

## Leben
Geboren wurde er als Sohn des August Prinzinger d.Ä. und der Wiener Obertforstratstocher Josefine Loe. Er studierte nach dem Besuch des Salzburger Gymnasiums ab 1869 an den Universitäten Heidelberg, München und Wien wie sein Vater Jura und promovierte 1875 zum Dr. jur. Von 1875 bis 1880 war er beim Landgericht Saalfelden tätig, von 1880 bis 1897 leitete Prinzinger die vom Vater übernommene Rechtsanwaltskanzlei in Salzburg.  1883 heiratete er Berta Zinner die Tochter eines Wiener Oberforstrates.
1908 schied Prinzinger aus der Politik aus, legte sein Funktionen zurück um ab 1909 und 1910 an der Universität München Volkskunde, Germanistik und Altgotik und zu studieren. Auf zwei Reisen nach Nordamerika (1880 und 1893) und verschiedenen Reisen nach Skandinavien lernte er in dortigen Schutzgebieten auch die frühen Ideen und Ziele der Naturschutzbewegung kennen. Als Bergsteiger war er auch im Zentralausschusses des Deutschen und Österreichischen Alpenvereines tätig. Seine herausragende Bedeutung war es vor allem, dass er als österreichischer Vertreter des Vereines Naturschutzpark  (mit Sitz in Stuttgart)  in einer ersten Verwirklichung der Idee der Schaffung von vier großen und repräsentativen Nationalparken zwischen Alpen und Nordsee 1912 die Pacht von Flächen bei Schladming und 1913 den Kauf von 11 km² im Salzburger Stubachtal und dem Amertal verwirklichte und damit den Grundstein für den späteren Nationalpark Hohe Tauern legte. Weitere vorgesehene Ankäufe verhinderte damals der Erste Weltkrieg und die folgende Weltwirtschaftskrise, eine langfristige Pacht angrenzender Gebiete im Eigentum der Bundesforste war vor dem Ersten Weltkrieg unmittelbar vor dem Abschluss gestanden. Nachfolger von August Prinzinger im Verein Naturschutzpark wurde Heinrich Medicus.
Nach August Prinzinger d. J. wurde im Salzburger Stadtteil Nonntal die „Prinzingerstraße“ benannt. Auch das Vereinshaus des Naturschutzparkes im Stubachtal (heute Privathaus) ist bis heute zu Ehren Prinzingers als „Prinzingerhaus“ bekannt.

## Schriften des Autors
- August Prinzinger: Die Ansiedlung der Salzburger im Staate Georgien in Nordamerika. In: Mitteilungen der Gesellschaft für Salzburger Landeskunde. Jahrgang 22, 1882, S. 1–36 (zobodat.at [PDF]).
- August Prinzinger: Ueber einige „Heidenwege“ im salzburgischen Gebirge, insbes. über den Korntauern. In: Mitteilungen der Gesellschaft für Salzburger Landeskunde. Jahrgang 28, 1888, S. 178–201 (zobodat.at [PDF]).
- August Prinzinger: Das Stubachtal. Ein Naturschutzgebiet der Zukunft. In: Jahrbuch des DÖAV. 1916.